# Servais Beaudouin Boulanger
Pour les articles homonymes, voir Boulanger (homonymie) et Beaudouin.
Servais Beaudouin Boulanger, né le 7 janvier 1755 à Herstal (Belgique) et mort guillotiné le 29 juillet 1794 à Paris, est un général de brigade de la Révolution française originaire de la Principauté de Liège.

## Biographie
Il s'installe à Paris, où il devient, en 1772, ouvrier joaillier, au 54 rue Saint-Honoré,.
En juillet 1789, il entre dans la garde nationale parisienne, où il sert comme canonnier, puis lieutenant et capitaine du second bataillon de la Section de la Halle-aux-Blés, dont il est le commandant en second de la force armée, sous les ordres de Charles Sepher, par ailleurs commandant du premier bataillon,,.
Membre de l'assemblée électorale de la Seine lors des élections de 1791, il est l'un des signataires du manifeste du club de l'Évêché d'octobre 1791.
Le 10 août 1792, il participe à la chute de la royauté. Lorsque Antoine Joseph Santerre est envoyé exercer le commandement militaire en Vendée, le conseil général de Paris, le nomme, par arrêté du 17 mai 1793, commandant général provisoire, avec 74 voix sur 75. Le lendemain, il se présente pour prêter serment, au milieu des applaudissements des assistants. Toutefois, sa nomination a suscité une vive opposition dans certaines sections, dominées par les modérés, qui ont envoyé à la Commune des représentants afin de protester contre cette nomination. Pierre-Gaspard Chaumette répond assez rudement : « Tant que la patrie sera en danger nous prendrons des mesures promptes et révolutionnaires. Nous avons nommé un remplaçant à Santerre parce que nous avons cru devoir le nommer. Ce ne sera pas le général des avocats mais celui des sans-culottes ». Toutefois, la Commune prend un second arrêté en date du 18 mai décidant de soumettre cette nomination aux 48 sections. Sans attendre le résultat de cette consultation, Boulanger donne sa démission le 20 mai.
En juillet, Charles Sepher est nommé commandant en chef de l'armée des côtes de Cherbourg, qui doit écraser l'insurrection fédéraliste dans l'Eure ; Boulanger rejoint son état-major avec le grade d'adjudant-général chef de brigade le 5 juillet et commande la place de Caen. Le 22 juillet 1793, il est promu général de brigade.
En octobre 1793, il est rappelé à Paris, où a été créé l'armée révolutionnaire parisienne au début de septembre ; Boulanger doit en assumer le commandement sous les ordres du général Ronsin. Acceptant ce poste avec joie, il rivalise de sévérité avec Parein : Boulanger ayant réclamé une guillotine auprès de chaque détachement, Parein en demande deux. Toutefois, devenue un sujet d'inquiétude pour le Comité de salut public, dans le courant de novembre, cette armée est morcelée : Parein part pour Lyon avec deux détachements les 4 et 5 novembre, 4 compagnies de canonniers pour Caen le 10, Ronsin pour Lyon le 20. Boulanger prend alors le commandement des troupes demeurées à Paris et dans les environs.
Rentré à Paris le 10 février 1794, Ronsin reprend le commandement de l'armée jusqu'à son arrestation, le 14 mars. Boulanger lui succède à ce poste jusqu'au licenciement de l'armée révolutionnaire, le 27 mars. Lié aux hébertistes par l'intermédiaire de son chef Ronsin, Boulanger échappe à la répression, rejoignant, comme François Hanriot, les partisans de Maximilien de Robespierre. Le 2 avril 1794, il dénonce à son ami Le Bas deux « complices » de Ronsin, contribuant à leur arrestation. Un mois après, il collabore à la dissolution de la société populaire de la section de la Halle-au-Blé.
Aide-de-camp de François Hanriot avec Jean-Baptiste de Lavalette, c'est lui que le Comité de salut public charge d'arrêter Thérésa Cabarrus le 22 mai 1794.
Aux côtés d'Hanriot le 9-Thermidor, il est accusé par Billaud-Varenne d'avoir été « conspirateur avec Hébert », mis hors-la-loi le 10 , il est guillotiné sans procès le 29 juillet 1794.